# هسته (دنباله‌دار)

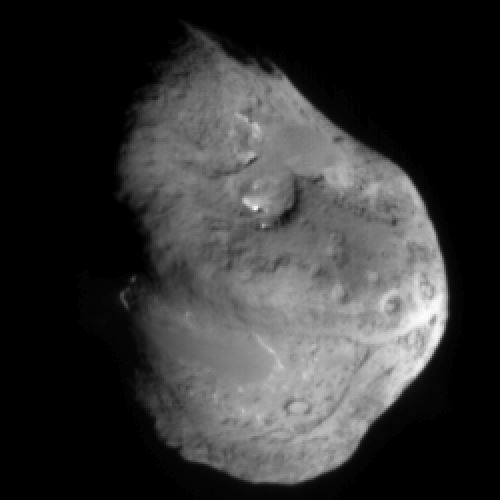
هستهٔ دنباله‌دار تمپل ۱.

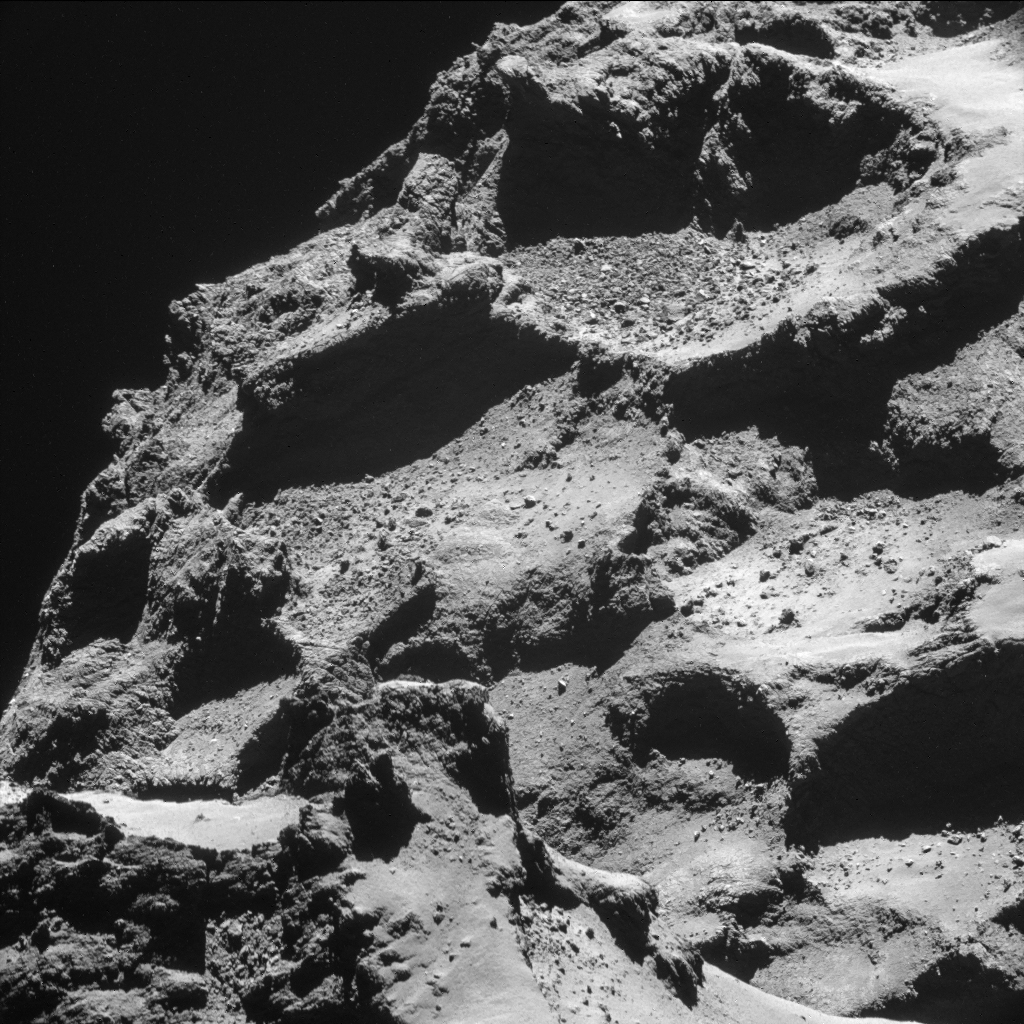
سطح هستهٔ دنباله‌دار ۶۷ پی/چوریوموف-گراسیمنکو از دیدگاه روزتا، از فاصله ۱۰ کیلومتری

هسته، بخش جامد و مرکزی یک دنباله‌دار است، که گاهی یک گلولهٔ برفی کثیف یا توپ‌زبالهٔ یخی نامیده می‌شود. اجزای هستهٔ یک دنباله‌دار از سنگ، گرد و غبار و گازهای منجمد تشکیل شده‌است. هنگامی که توسط خورشید گرم شود، گازها متصاعد (تصعید) می‌شوند و جوّی در اطراف هسته تولید می‌کنند که کما نامیده می‌شود. نیرویی که توسط باد خورشیدی و فشار تابش خورشید بر کما وارد می‌شود دم بسیار بزرگی؛ در سمتِ دور از خورشیدِ هسته، تشکیل می‌دهد. سپیدایی هستهٔ دنباله‌دار معمولاً بازتابی در حدود ۰٫۰۴. است که این تیره‌تر از زغال سنگ است، و می‌توان گفت که پوششی از گرد و غبار سبب ایجاد این تیرگی هسته می‌شود.
نتیجه‌گیری‌های برگرفته از روزتا و فیله نشان می‌دهد که هستهٔ ۶۷ پی/چوریوموف-گراسیمنکو دارای هیچ‌گونه میدان مغناطیسی نیست، که نشانهٔ آن است که ویژگی مغناطیسی نقش چندانی در شکل گیری اولیهٔ خرده‌سیاره‌ها نداشته‌است. علاوه بر این، طیف نگار آلیس در روزتا مشخص کرد که الکترون‌های تولید شده (در محدودهٔ ۱ کیلومتری (۰٫۶۲ مایل) بالاتر از دنباله‌دار) در اثر فوتویونش مولکول‌های آب توسط تابش خورشیدی تولید می‌شوند، و نه از فوتون‌های آمده از خورشید، آن‌گونه که قبلاً تصور شده‌بود، مسئول تخریب آب و مولکول دی اکسید کربن رها شده از دنباله‌دار به کما باشند.

## ساختار
برگرفته از بررسی‌های روزتا و فیله، در دنباله‌دار ۶۷ پی/چوریوموف-گراسیمنکو، ممکن است مقداری از بخار آبِ به وجودآمده از هسته فرار کند، اما ۸۰ درصد از آن در زیر لایهٔ سطحی دوباره منجمد می‌گردند. این مشاهده نشان می‌دهد که لایه‌های نازک غنی از یخ نزدیک به سطح ممکن است به این ترتیب بخشی از فعالیت‌های مؤثر دنباله‌دارها و تکامل باشد، که لزوماً چنین لایه‌بندی جهانی در اوایل تاریخ شکل گیری دنباله‌دارها نمی‌توانسته رخ دهد.